# Shishman Peak
Der Shishman Peak (englisch; bulgarisch връх Шишман wrach Schischman) ist ein über 800 m hoher und abgerundeter Berg auf der Livingston-Insel im Archipel der Südlichen Shetlandinseln. Am östlichen Ausläufer des Levski Ridge in den Tangra Mountains ragt er westlich des Devin Saddle, 0,9 km nordöstlich des Plovdiv Peak, 1,9 km westlich des Ruse Peak und 3,5 km südsüdwestlich des Rila Point auf. Der Iskar-Gletscher und die Bruix Cove liegen nordnordöstlich, der Magura-Gletscher südlich von ihm.
Die bulgarische Kommission für Antarktische Geographische Namen benannte den Berg 2004 nach Iwan Schischman (≈1350–1395), ab 1371 Zar von Bulgarien in Weliko Tarnowo.